# Acraea melanophanes
Acraea melanophanes är en fjärilsart som beskrevs av Le Cerf 1927. Acraea melanophanes ingår i släktet Acraea och familjen praktfjärilar. Inga underarter finns listade i Catalogue of Life.